# Struppen-Siedlung
Struppen-Siedlung ist ein Gemeindeteil und eine Ortschaft von Struppen im Landkreis Sächsische Schweiz-Osterzgebirge in Sachsen.

## Geographie
Struppen-Siedlung befindet sich südöstlich der sächsischen Landeshauptstadt Dresden in der Sächsischen Schweiz. Es liegt auf der Struppener bzw. Pirnaer Ebenheit, einer leicht nach Norden abfallenden Ebene, zwischen den Tälern der Elbe im Nordosten und der Gottleuba im Südwesten. Struppen-Siedlung ist ein Gemeindeteil im Südosten der Gemarkung Struppen. Die Fluren um den Ortsteil werden größtenteils landwirtschaftlich genutzt, wenige Flächen sind bewaldet. Nächste Orte sind Struppen im Norden, dessen Ortsteil Thürmsdorf im Nordosten, der Königsteiner Ortsteil Leupoldishain im Südosten, die Dohmaer Ortsteile Groß- und Kleincotta im Südwesten sowie die Pirnaer Stadtteile Neundorf und Krietzschwitz im Westen.
Durch den Ortsteil verläuft die Bundesstraße 172, hier unter dem Namen Burgstraße, auf ihrem Abschnitt zwischen Pirna und Königstein (Sächsische Schweiz). Sie kreuzt die Haupterschließungsstraße von Struppen-Siedlung, die Hohe Straße, die den Ort mit dem Struppener Oberdorf verbindet und deren Hausnummern 51 bis 106 per Struppener Gemeinde-Hauptsatzung der Ortschaft Struppen-Siedlung zugerechnet werden. Außerdem zählen demnach die Straßen Festungsblick, Talblick, Lilienring und Siedlungsring dazu. In Struppen-Siedlung besteht Anschluss an Buslinien des Regionalverkehrs Sächsische Schweiz-Osterzgebirge (RVSOE).

## Geschichte
Struppen-Siedlung entstand um die Wende zum 20. Jahrhundert im Südosten der Waldhufenflur von Struppen. Gutsbesitzer aus Struppen hatten von 1896 bis 1904 eine Gesamtfläche von 37 Hektar an das Sächsische Kriegsministerium verpachtet. Dem Besatzungskommando der drei Kilometer östlich gelegenen Festung Königstein diente das Areal der heutigen Siedlung als Exerzierplatz. Gegründet wurde Struppen-Siedlung 1919/20. Zuvor hatte es dort drei Gutshöfe und eine Ziegelei gegeben.
Einen Einschnitt für die Siedlung bedeutete ab 1963 die Erschließung der Uranerz-Lagerstätte Königstein mittels eines einen Kilometer weiter östlich gelegenen Bergwerks auf Leupoldishainer Flur. Da das Bergwerk aufgrund des Höhenunterschieds nicht direkt an die nahe Elbtalbahn angebunden werden konnte, wurde der Bahnhof von Rottwerndorf an der Gottleubatalbahn zum zentralen Material- und Erzverladebahnhof erweitert. Der Transport zwischen Bergwerk und Bahnhof erfolgte über eine 1965 bis 1967 errichtete, 4,4 Kilometer lange Seilbahn mit 175 Gondeln à 1 m³, die Struppen-Siedlung von Ost nach West durchschnitt. Die Seilbahn war bis Anfang der 1980er Jahre in Betrieb und wurde ab 1987 abgebaut, nachdem über sie Erz mit tausenden Tonnen Urangehalt transportiert worden war.
Im Jahr 1981 ereignete sich in Struppen-Siedlung ein Hubschrauberabsturz, bei dem es keine Todesopfer gab. Nach der Wende dehnte sich die bebaute Fläche des Ortsteils durch ein neues Bebauungsgebiet aus. Die Gemeinde gestand Struppen-Siedlung den Status einer Ortschaft zu, so dass es neben Thürmsdorf einen der beiden Ortschaftsräte in der Gemeinde Struppen hat.